# Корцфляйш, Иоахим фон
Иоахим фон Корцфляйш (нем. Joachim von Kortzfleisch; 3 января 1890, Брауншвейг — 20 апреля 1945, Вульвезорт) — немецкий генерал во время Второй мировой войны. Занимал должность командующего оборонной группы III (Берлин). Его действия во время заговора 20 июля с целью убить Адольфа Гитлера, которым руководил дальний родственник Корцфляйша, Клаус фон Штауффенберг, внесли вклад в провал заговора.

## Биография
Родился в аристократической вестфальской семье в Брауншвейге, герцогство Брауншвейг. Сын прусского генерал-майора Густава фон Корцфляйша (1854—1910) и Эльсбет Опперманн (1862—1937). В 1907 году вступил в армию. Во время Первой мировой войны служил в пулеметном батальоне. После войны — офицер рейхсвера. В 1937 году получил звание генерал-майора. С началом Второй мировой войны — генерал-лейтенант и командующий 1-й пехотной дивизии. 1 сентября 1940 года награждён Рыцарским крестом Железного креста в качестве командующего XI армейским корпусом во время французской кампании.
20 июля 1944 года, занимая должность командующего оборонительной группой III (Берлин), был вызван на Бендлерштрассе генералом Фридрихом Фроммом. По прибытии был озадачен, увидев, что Фромм больше не командует, а ситуацию контролирует Людвиг Бек.  Категорически отказался подчиниться приказам руководителей операции «Валькирия», которые отдавал один из ведущих заговорщиков генерал Фридрих Ольбрихт, и продолжал выкрикивать «Фюрер не умер», ссылаясь на присягу верности Гитлеру. Был арестован и помещен под охрану заговорщиками, которым он заявлял, что не желал участвовать в перевороте, поскольку был просто солдатом, а сейчас «просто хочет отправиться домой и вырывать сорняки в своем саду». Заговорщики разрешили Корцфляйшу покинуть Бендлерблок и поставили на его должность генерала Карла Фрайхерра фон Тюнгена. Впоследствии Корцфляйш допрашивал сторонника заговора майора Ганса-Ульриха фон Эртцена и был удивлен, узнав, что видную роль в заговоре играл его дальний родственник Клаус фон Штауффенберг.
В марте 1945 года был командиром Рейнского плацдарма в группе армий B под командованием фельдмаршала Вальтера Моделя.  С горсткой солдат пытался добраться до Берлебурга, двигаясь в тылу врага. Американский патруль столкнулся с ними в Шмалленберге, Зауэрланд. Генерал имел при себе автомат MP-40. Он отказался поднять руки и был застрелен американским солдатом.

## Награды
- Железный крест 2-го и 1-го класса (1914, королевство Пруссия)[4]
- Крест «За верную службу» (княжество Шаумбург-Липпе)
- Орден Святого Иоанна Иерусалимского почётный рыцарь (Ehrenritter, королевство Пруссия)
- Крест «За военные заслуги» 3-й степени с лаврами (военными украшениями) (Австро-Венгрия)
- Нагрудный знак «За ранение» в серебре (1918)
- Почётный крест Первой мировой войны 1914/1918 с мечами (1934, Третий рейх)[4]
- Медаль «За выслугу лет в вермахте» 4-й, 3-й, 2-й и 1-й степени (Третий рейх)[4]
- Пряжка к Железному кресту 2-го и 1-го класса (1939, Третий рейх)[4]
- Рыцарский крест Железного креста (4 сентября 1940) в должности генерала инфантерии и командующего XI армейским корпусом[5][6][4]
- Военный орден Немецкого креста в серебре (30 декабря 1943, Третий рейх)[4]
- Крест «За военные заслуги» 2-й и 1-й степени с мечами (Третий рейх)[4]
- Орден Михая Храброго 3-й степени (19 сентября 1941, королевство Румыния)[4]